# Volkswagen Nutzfahrzeuge
Volkswagen Nutzfahrzeuge je njemački proizvođač gospodarskih vozila sa sjedištem u Wolfsburgu.

## Aktualni modeli
| Model           | Slika |
| Caddy           |       |
| Crafter         |       |
| Transporter/Bus |       |
| Amarok          |       |

## Vanjske poveznice
- Volkswagen Hrvatska  Arhivirana inačica izvorne stranice od 12. veljače 2008. (Wayback Machine)